# Glaresis gineri
Glaresis gineri is een keversoort uit de familie Glaresidae. De wetenschappelijke naam van de soort is voor het eerst geldig gepubliceerd in 1958 door Pardo Alcaide.